# Lathrolestes bipunctatus
Lathrolestes bipunctatus är en stekelart som först beskrevs av Bridgman 1886.  Lathrolestes bipunctatus ingår i släktet Lathrolestes och familjen brokparasitsteklar. Arten är reproducerande i Sverige. Inga underarter finns listade i Catalogue of Life.